# Greta (film)
Greta (engelska: I Am Greta) är en internationellt samproducerad dokumentärfilm om klimataktivisten Greta Thunberg, regisserad av Nathan Grossman.
Filmen hade premiär på filmfestivalen i Venedig 3 september 2020 och släpptes på Hulu 13 november 2020. I Sverige hade filmen biopremiär 20 november 2020.

## Lansering
Greta hade premiär på Venedigs filmfestival 3 september 2020. Filmen visades även på Toronto International Film Festival 11 september 2020 och på den internationella filmfestivalen i Hamburg 3 oktober 2020. Greta släpptes i Storbritannien och Tyskland 16 oktober 2020. Den släpptes i USA 13 november 2020.

## Priser och nomineringar
Greta nominerades till Bästa film, Bästa regi och Bästa dokumentär på Guldbaggegalan 2021. Filmen har vunnit pris som The Unforgettables och blivit nominerad till Cinema Eye Audience Choice Prize i Cinema Eye Honors Awards 2021, blivit utsedd till Most Compelling Living Subject of a Documentary samt blivit nominerad till Best Science/Nature Documentary i Critics' Choice Documentary Award 2020. 
Filmen har fått priser på filmfestivaler såsom Cinema and Environmental Commitment Prize på Les Arcs European Film Festival 2020, Special Jury Prize för ljuddesignen på Montclair Film Festival 2020 och Science Film Award på Zurich Film Festival 2020. Andra nomineringar har varit Best Documentary på Reykjavik International Film Festival 2020, Impact Award på Stockholms filmfestival 2020 och Best International Documentary Film Zurich Film Festival 2020. Filmen vann Kristallen 2021 som årets dokumentärprogram.